# Hebden Bridge
Hebden Bridge est une ville du district de Calderdale, dans le Yorkshire de l'Ouest, en Angleterre.
Hebden Bridge est une petite ville située dans le Yorkshire de l'Ouest, en Angleterre. Elle est nichée dans la vallée de la rivière Calder et est entourée de paysages pittoresques. La ville est réputée pour son atmosphère bohème, son ambiance alternative et son engagement envers les causes environnementales.
Hebden Bridge est connue pour son riche héritage industriel, en particulier dans le domaine du textile. Autrefois, elle était un important centre de production de laine et de coton. Aujourd'hui, la ville abrite de nombreux magasins indépendants, des galeries d'art, des cafés et des pubs, qui lui confèrent une atmosphère dynamique et créative.
La ville est également réputée pour sa communauté LGBTQ+ et est souvent considérée comme l'une des villes les plus gay-friendly du Royaume-Uni. Elle accueille chaque année un festival de fierté qui attire des visiteurs du monde entier.
Hebden Bridge est entourée de paysages magnifiques et offre de nombreuses possibilités de randonnée et de promenade. La région est également connue pour ses nombreux ponts historiques, dont certains remontent au Moyen Âge.
La ville a été durement touchée par les inondations en 2015, mais la communauté s'est mobilisée pour se reconstruire et s'est engagée à protéger la région contre de futurs événements similaires.
En résumé, Hebden Bridge est une charmante ville du Yorkshire de l'Ouest, en Angleterre, réputée pour son ambiance alternative, son héritage industriel, sa communauté LGBTQ+ dynamique, ses paysages magnifiques et son engagement envers la préservation de l'environnement. C'est une destination populaire pour les amateurs de culture, de nature et de vie urbaine bohème.